# Максименко Віктор Вікторович
Максименко Віктор Вікторович (нар 15 травня 1987, с. Березняки Черкаського району Черкаської області — пом 25 лютого 2022, м. Київ) — молодший сержант Збройних Сил України, учасник російсько-української війни, загинув у ході російського вторгнення в Україну.

## Життєпис
Мешкав у с. Березняки Черкаського району Черкаської області. 
Під час російсько-української війни був командиром відділення евакуаційної роти ремонтно-відновлювального батальйону 72-ї окремої механізованої бригади імені Чорних Запорожців. Загинув 25 лютого 2022 року під час мінометного обстрілу в боях за Київ. Похований у рідному селі

## Нагороди
- орден «За мужність» III ступеня (2022, посмертно) — за особисту мужність під час виконання бойових завдань, самовіддані дії, виявлені у захисті державного суверенітету та територіальної цілісності України, вірність військовій присязі.